# Khan Research Laboratories Football Club
Il Khan Research Laboratories Football Club, meglio noto come KRL, è una società calcistica pakistana con sede nella città di Rawalpindi. Milita nella Pakistan Premier League, la massima divisione del campionato pakistano.

## Storia
Ha vinto il campionato nazionale in quattro occasioni: 2009, 2011, 2012-2013 e 2013-2014.

## Palmarès

### Competizioni nazionali
- Pakistan Premier League: 5

2009, 2011, 2012-2013, 2013-2014, 2018-19

### Altri piazzamenti
- Pakistan Premier League:

Secondo posto: 2010-2011
Terzo posto: 2004, 2005, 2006-2007, 2007-2008, 2008